# SN 2007ro
SN 2007ro – supernowa typu Ia odkryta 5 listopada 2007 roku w galaktyce A014428+0013. W momencie odkrycia miała maksymalną jasność 21,50m.